# Yannick Ferrera
Yannick Ferrera (Uccle, 24 settembre 1980) è un allenatore di calcio ed ex calciatore belga, di ruolo centrocampista.

## Palmarès

### Allenatore

#### Competizioni nazionali
- Coppa del Belgio: 1

Standard Liegi: 2015-2016